# Мениск (линза)
Мениск — вогнуто-выпуклая или выпукло-вогнутая линза, ограниченная двумя сферическими поверхностями. В сечении имеет форму полумесяца.
Существует 2 типа менисков:
- Рассеивающая (центральная часть тоньше крайней)
- Собирающая (центральная часть толще крайней)

При разборе задач по физике обычно подразумевается первая.
Также в задачах можно встретить «выпуклый мениск» и «вогнутый мениск».
В задачах свет идет слева направо (обычно), поэтому первый обозначает расположение радиусов кривизны справа от линзы, второй обратное.
Простейший объектив, состоящий из единственной линзы такого типа и диафрагмы, также называется «Мениск».